# Anatole France
Jacques Anatole François Thibault, mais conhecido como Anatole France (Paris, 16 de abril de 1844 — Saint-Cyr-sur-Loire, 12 de outubro de 1924) foi um escritor francês.

## Vida
Era um poeta, jornalista e romancista francês com vários best-sellers. Foi membro da Académie française e ganhou o Prémio Nobel de Literatura em 1921 "em reconhecimento das suas brilhantes realizações literárias, caracterizadas como são por uma nobreza de estilo, uma profunda simpatia humana, graça e um verdadeiro temperamento gaulês".

## Trabalhos

### Poesia
- Les Légions de Varus, poema publicado em 1867 na Gazette rimée.
- Poèmes dorés (1873)
- Les Noces corinthiennes (A esposa de Corintio) (1876)

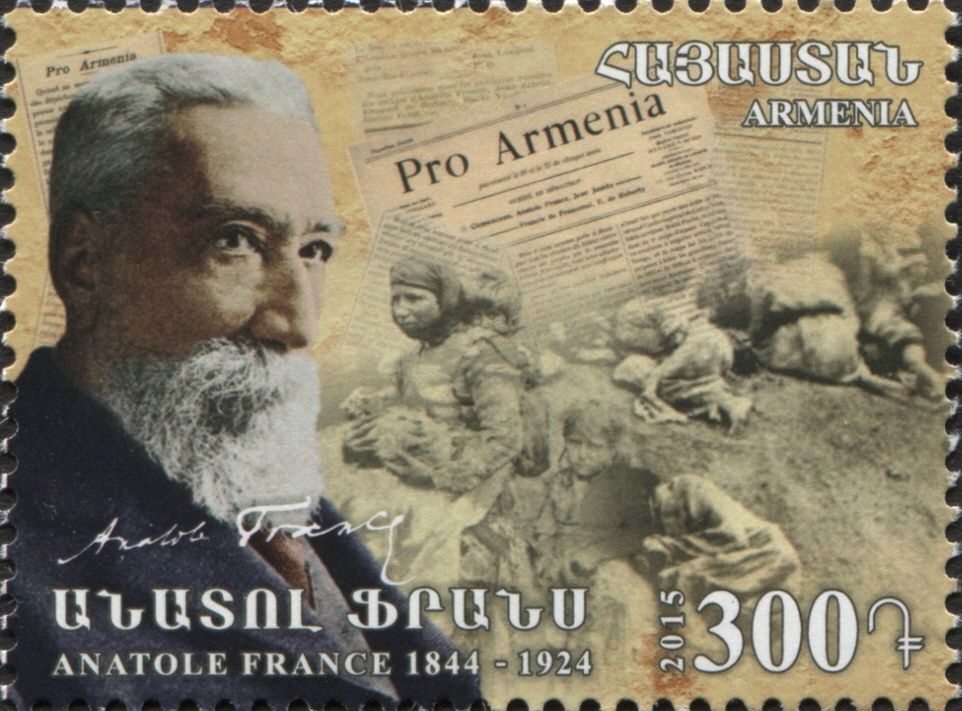
Selo armênio de 2015 em homenagem ao escritor

### Prosa de ficção
- Jocaste et Le Chat maigre (Jocasta e o gato faminto) (1879)
- Le Crime de Sylvestre Bonnard (O crime de Silvestre Bonnard) (1881)
- Les Désirs de Jean Servien (As aspirações de Jean Servien) (1882)
- Abeille (Abelha) (1883)
- Balthasar (1889)
- Thaïs (1890)
- L’Étui de nacre (Mãe de perola) (1892)
- La Rôtisserie de la reine Pédauque (Ao sinal do reino Pédauque) (1892)
- Les Opinions de Jérôme Coignard (As opiniões de Jerome Coignard) (1893)
- Le Lys rouge (O lirio vermelho) (1894)
- Le Puits de Sainte Claire (O poço de Saint Clare) (1895)
- L’Histoire contemporaine (Uma cronica contemporânea)
  - 1: L’Orme du mail (A arvore olmo no mercado)(1897)
  - 2: Le Mannequin d'osier (O Manequim de Vime) (1897)
  - 3: L’Anneau d'améthyste (O anel de ametista) (1899)
  - 4: Monsieur Bergeret à Paris (Senhor Bergeret em Paris) (1901)
- Clio (1900)
- Histoire comique (Um conto de Mummers) (1903)
- Sur la pierre blanche (A pedra branca) (1905)
- L'Affaire Crainquebille (1901)
- L’Île des Pingouins (A Ilha dos pinguins) (1908)
- Les Contes de Jacques Tournebroche (The Merrie Tales of Jacques Tournebroche) (1908)
- Les Sept Femmes de Barbe Bleue et autres contes merveilleux (As sete esposas do Barba Azul e outros incríveis contos) (1909)
- Les dieux ont soif  (Brasil: Os deuses estão sedentos / Portugal: Os deuses têm sede) (1912)
- La Révolte des anges (A revolta dos anjos) (1914)

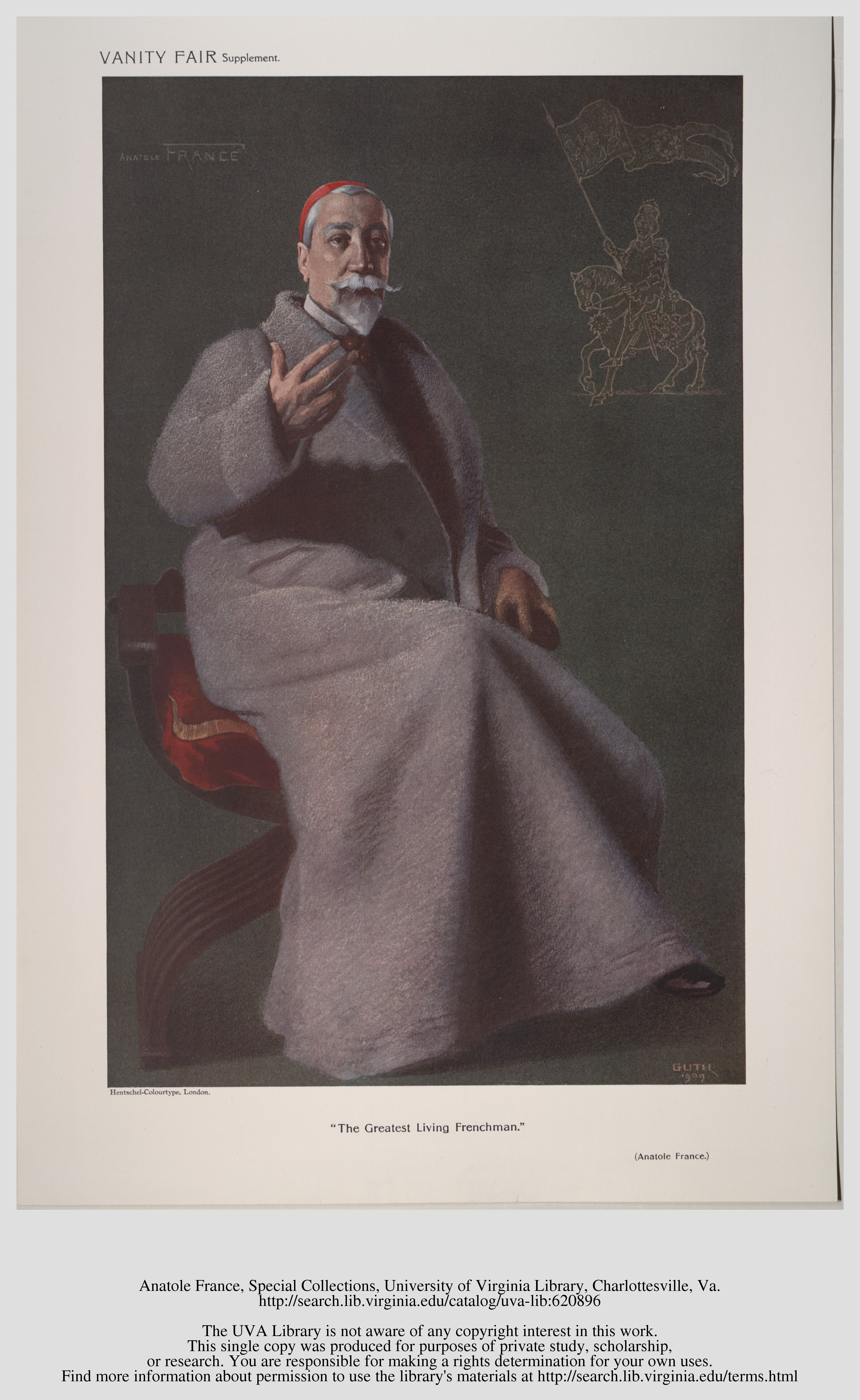
Anatole France caricaturado por Guth para a Vanity Fair britânica em 1909

### Memórias
- Le Livre de mon ami (My Friend's Book) (1885)
- Pierre Nozière (1899)
- Le Petit Pierre (Little Pierre) (1918)
- La Vie en fleur (The Bloom of Life) (1922)

### Peças
- Au petit bonheur (1898)
- Crainquebille (1903)
- La Comédie de celui qui épousa une femme muette (The Man Who Married A Dumb Wife) (1908)
- Le Mannequin d'osier (The Wicker Woman) (1928)

### Biografia histórica
- Vie de Jeanne d'Arc (The Life of Joan of Arc) (1908)

### Critica literária
- Alfred de Vigny (1869)
- Le Château de Vaux-le-Vicomte (1888)
- Le Génie Latin (1909)

### Critica social
- Le Jardin d’Épicure (The Garden of Epicurus) (1895)
- Opinions sociales (1902)
- Le Parti noir (1904)
- Vers les temps meilleurs (1906)
- Sur la voie glorieuse (1915)
- Trente ans de vie sociale, em quatro volumes, (1949, 1953, 1964, 1973)